# Maigné
Maigné est une commune française, située dans le département de la Sarthe en région Pays de la Loire, peuplée de 336 habitants (les Maignénois).
La commune fait partie de la province historique du Maine, et se situe dans la Champagne mancelle.

## Géographie
Maigné est une commune sarthoise située à 25 km au sud-ouest du Mans.

### Communes limitrophes
| Vallon-sur-Gée | Crannes-en-Champagne |                   |
|                | Maigné               | Chemiré-le-Gaudin |
| Pirmil         |                      | Fercé-sur-Sarthe  |

### Climat
Pour des articles plus généraux, voir Climat des Pays de la Loire et Climat de la Sarthe.
En 2010, le climat de la commune est de type climat océanique dégradé des plaines du Centre et du Nord, selon une étude du CNRS s'appuyant sur une série de données couvrant la période 1971-2000. En 2020, Météo-France publie une typologie des climats de la France métropolitaine dans laquelle la commune est exposée à un climat océanique et est dans la région climatique  Moyenne vallée de la Loire, caractérisée par une bonne insolation (1 850 h/an) et un été peu pluvieux. 
Pour la période 1971-2000, la température annuelle moyenne est de 11,2 °C, avec une amplitude thermique annuelle de 14,3 °C. Le cumul annuel moyen de précipitations est de 708 mm, avec 11,7 jours de précipitations en janvier et 6,8 jours en juillet. Pour la période 1991-2020, la température moyenne annuelle observée sur la station météorologique de Météo-France la plus proche, sur la commune du Mans à 20 km à vol d'oiseau, est de 12,4 °C et le cumul annuel moyen de précipitations est de 693,4 mm,. Pour l'avenir, les paramètres climatiques de la commune estimés pour 2050 selon différents scénarios d'émission de gaz à effet de serre sont consultables sur un site dédié publié par Météo-France en novembre 2022.

## Urbanisme

### Typologie
Au 1er janvier 2024, Maigné est catégorisée commune rurale à habitat dispersé, selon la nouvelle grille communale de densité à sept niveaux définie par l'Insee en 2022.
Elle est située hors unité urbaine. Par ailleurs la commune fait partie de l'aire d'attraction du Mans, dont elle est une commune de la couronne,. Cette aire, qui regroupe 144 communes, est catégorisée dans les aires de 200 000 à moins de 700 000 habitants,.

### Occupation des sols
L'occupation des sols de la commune, telle qu'elle ressort de la base de données européenne d’occupation biophysique des sols Corine Land Cover (CLC), est marquée par l'importance des territoires agricoles (96,3 % en 2018), une proportion identique à celle de 1990 (96,3 %). La répartition détaillée en 2018 est la suivante : 
terres arables (50,4 %), prairies (34 %), zones agricoles hétérogènes (11,9 %), forêts (3,7 %). L'évolution de l’occupation des sols de la commune et de ses infrastructures peut être observée sur les différentes représentations cartographiques du territoire : la carte de Cassini (XVIIIe siècle), la carte d'état-major (1820-1866) et les cartes ou photos aériennes de l'IGN pour la période actuelle (1950 à aujourd'hui).

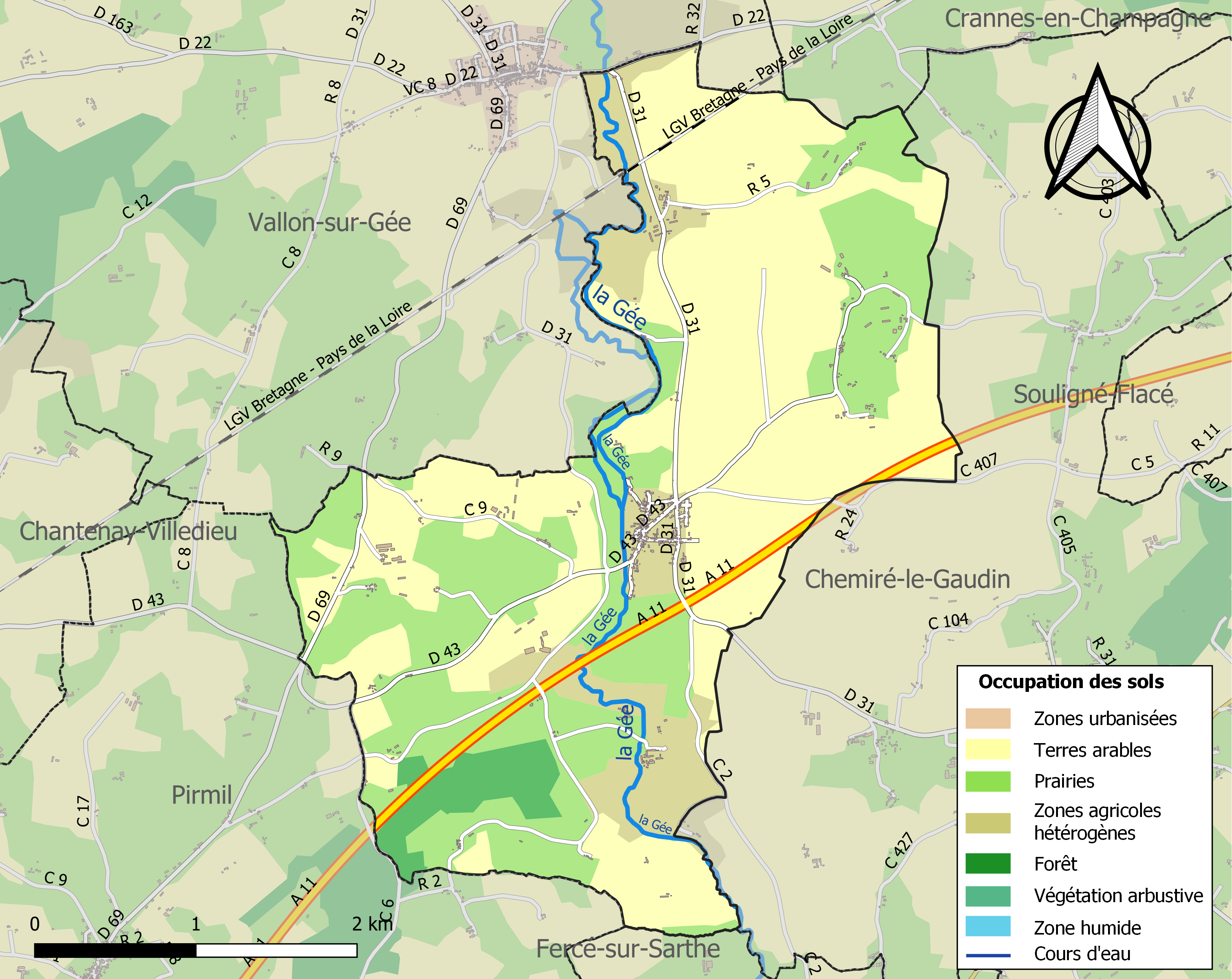
Carte des infrastructures et de l'occupation des sols de la commune en 2018 (CLC).

## Histoire
Maigné est mentionné dès le Moyen Âge comme une seigneurie appartenant aux familles de Vallon, Crenon et Maigné. Le bâtiment principal de la seigneurie, datant de la fin du XVe siècle, témoigne de cette époque. Après la Révolution française, la seigneurie fut vendue comme bien national et transformée à usage agricole. Elle a ensuite été reconvertie en habitation après la Seconde Guerre mondiale.
Jusqu’au XIXᵉ siècle, le village reste essentiellement rural et agricole, avec des cultures céréalières et maraîchères, l’élevage, ainsi que des activités artisanales comme l’extraction de pierre et la fabrication de toiles de chanvre. L’occupation du territoire est marquée par la présence de moulins à blé et de lavoirs, qui jouent un rôle central dans la vie quotidienne des habitants.
L’église Saint-Vigor, datant du XIIᵉ siècle, constitue le principal témoignage du patrimoine religieux ancien, tandis que de nombreuses demeures et bâtiments anciens (XVe–XVIIIᵉ siècles) rappellent l’histoire architecturale et sociale du village.
Le lavoir, construit sur la D43, fut restauré en 1933 après plusieurs aménagements liés aux crues et au fonctionnement du moulin en amont, illustrant l’importance des infrastructures hydrauliques pour la vie du village.

## Politique et administration
| Période                                  | Période      | Identité        | Étiquette | Qualité             |
| ---------------------------------------- | ------------ | --------------- | --------- | ------------------- |
| 1977                                     | janvier 2003 | Michel Foucault | -         | -                   |
| février 2003                             | mai 2020     | Régis Lucas     | SE        | Exploitant agricole |
| mai 2020                                 | En cours     | Cédric Boul     | SE        | Chef de secteur     |
| Les données manquantes sont à compléter. |              |                 |           |                     |

## Démographie
L'évolution du nombre d'habitants est connue à travers les recensements de la population effectués dans la commune depuis 1793. Pour les communes de moins de 10 000 habitants, une enquête de recensement portant sur toute la population est réalisée tous les cinq ans, les populations de référence des années intermédiaires étant quant à elles estimées par interpolation ou extrapolation. Pour la commune, le premier recensement exhaustif entrant dans le cadre du nouveau dispositif a été réalisé en 2007.
En 2022, la commune comptait 336 habitants, en évolution de −3,72 % par rapport à 2016 (Sarthe : −0,25 %, France hors Mayotte : +2,11 %).
| 1793 | 1800 | 1806 | 1821 | 1831 | 1836 | 1841 | 1846 | 1851 |
| ---- | ---- | ---- | ---- | ---- | ---- | ---- | ---- | ---- |
| 826  | 732  | 762  | 820  | 882  | 854  | 800  | 774  | 803  |

| 1856 | 1861 | 1866 | 1872 | 1876 | 1881 | 1886 | 1891 | 1896 |
| ---- | ---- | ---- | ---- | ---- | ---- | ---- | ---- | ---- |
| 829  | 778  | 782  | 712  | 682  | 665  | 596  | 554  | 567  |

| 1901 | 1906 | 1911 | 1921 | 1926 | 1931 | 1936 | 1946 | 1954 |
| ---- | ---- | ---- | ---- | ---- | ---- | ---- | ---- | ---- |
| 547  | 576  | 532  | 508  | 470  | 475  | 470  | 478  | 477  |

| 1962 | 1968 | 1975 | 1982 | 1990 | 1999 | 2006 | 2007 | 2012 |
| ---- | ---- | ---- | ---- | ---- | ---- | ---- | ---- | ---- |
| 431  | 367  | 342  | 316  | 308  | 349  | 346  | 346  | 345  |

| 2017 | 2022 | - | - | - | - | - | - | - |
| ---- | ---- | - | - | - | - | - | - | - |
| 353  | 336  | - | - | - | - | - | - | - |

## Lieux et monuments
- Manoir de la Seigneurie, du XIVe ou XVIe siècle, inscrit au titre des monuments historiques depuis 1928[19].
- Église Saint-Vigor. Le 25 août 1699, la grosse cloche de l'église est baptisée et mise sous la protection de saint Louis par maître Guillaume Seru, commissaire de guerre et premier capitaine de la bourgeoisie de la ville du Mans, et par Demoiselle Marie Anne le Bourdaix de la Sensie.
- Manoir de Noyau, du XVIIIe siècle.
- Château de Resteau, du XIXe siècle.

Le lieu-dit Moulin de Cochon
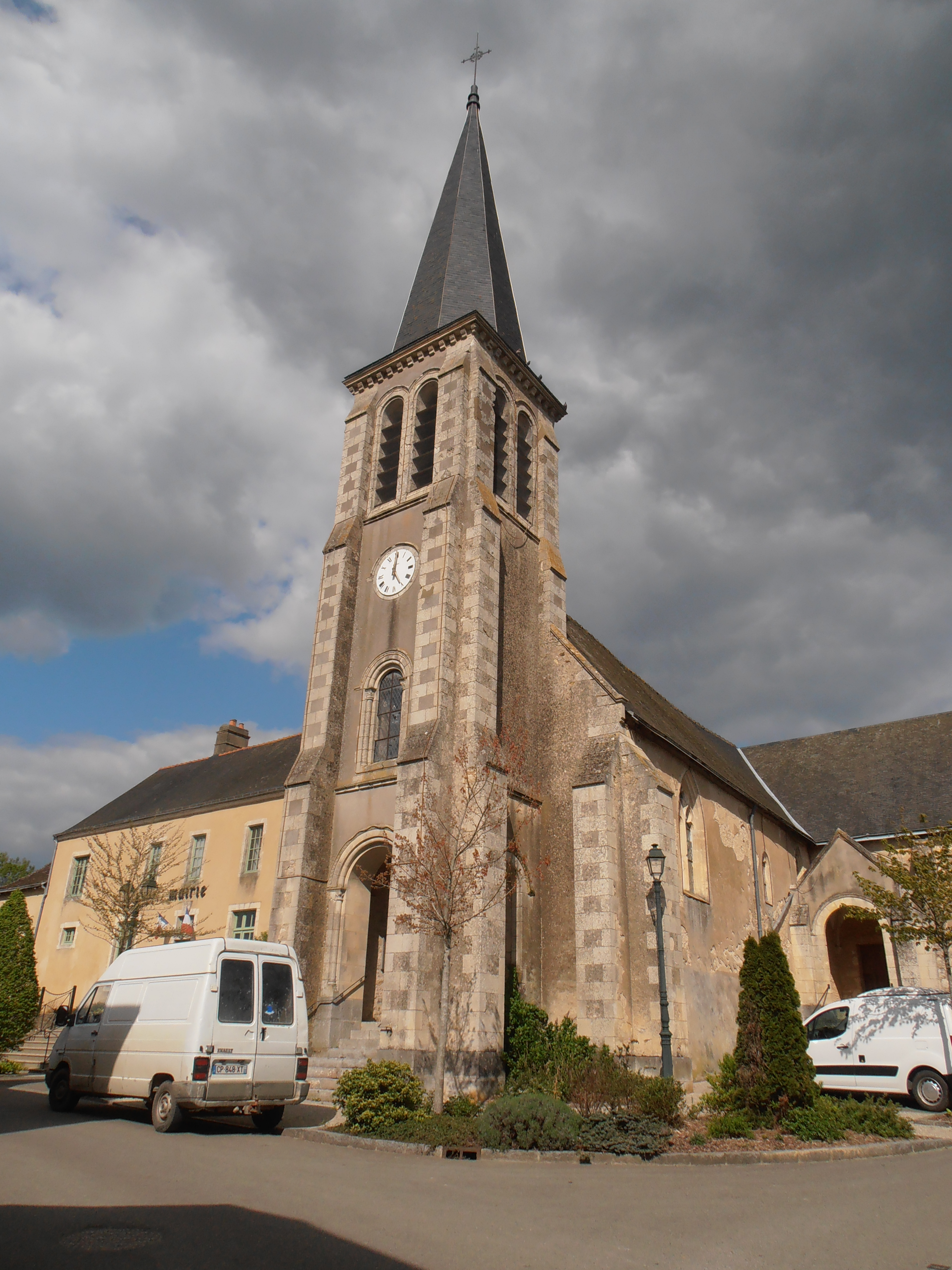
L'église Saint-Vigor.
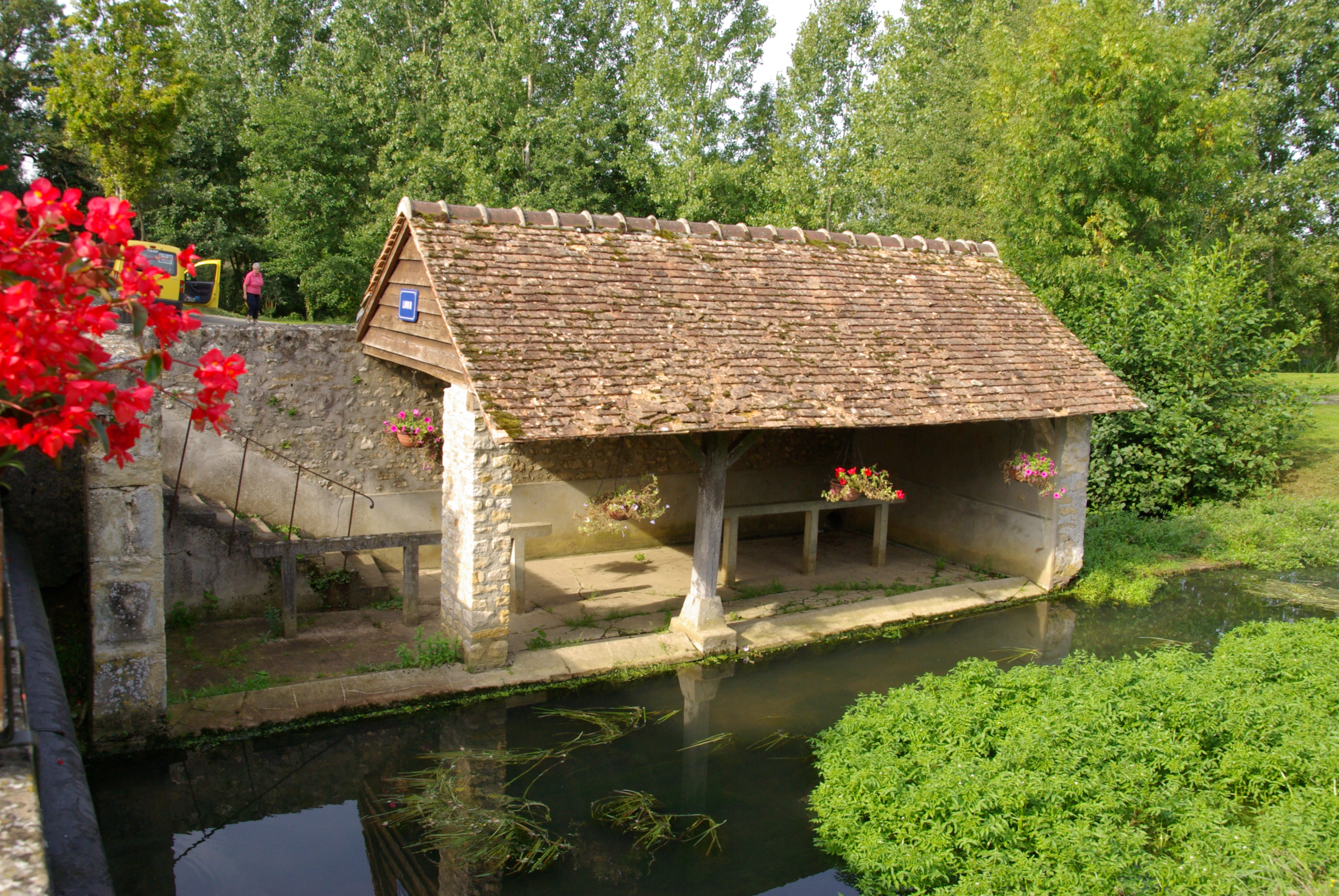
Le lavoir au bord de la Gée.
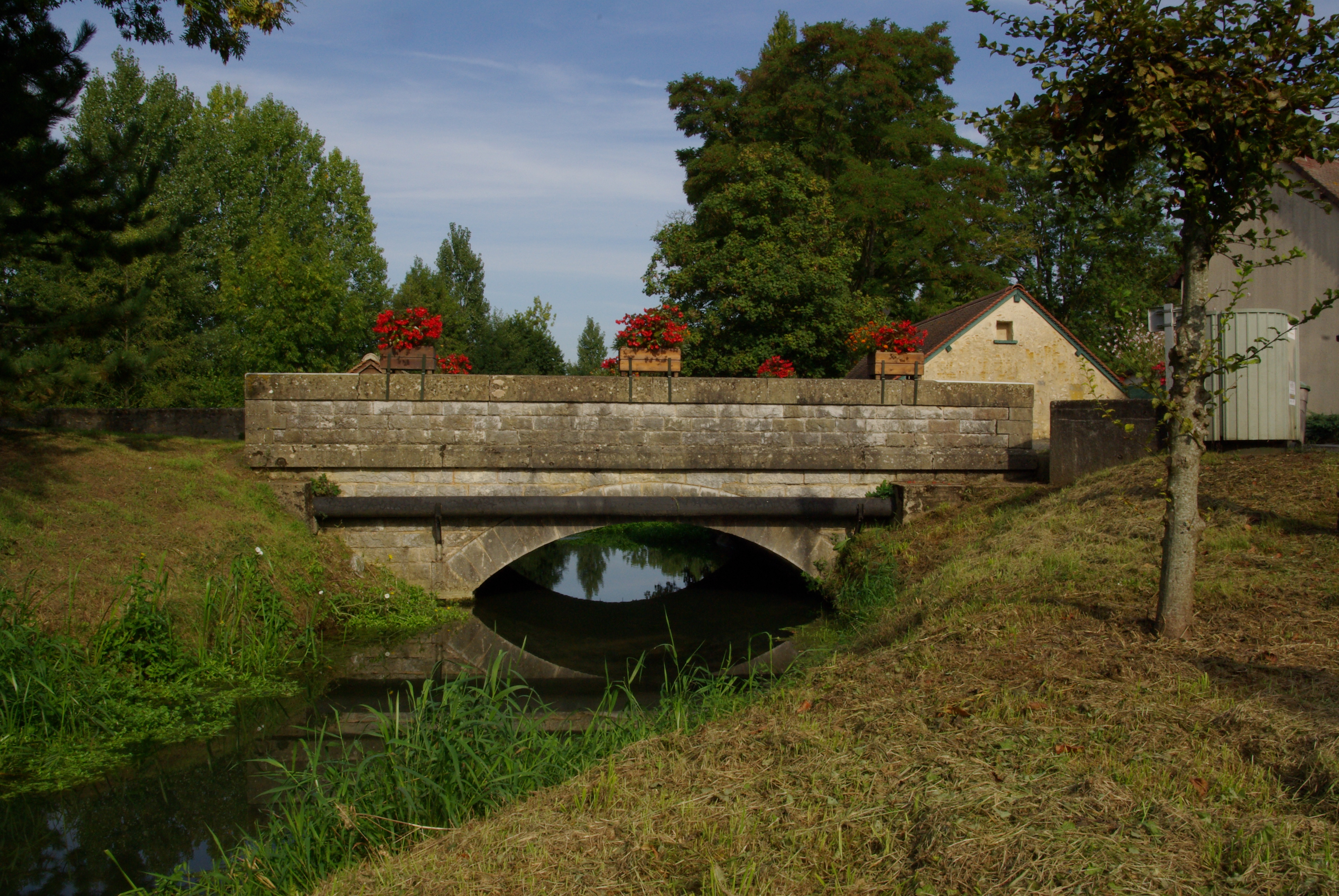
Le pont sur la Gée.
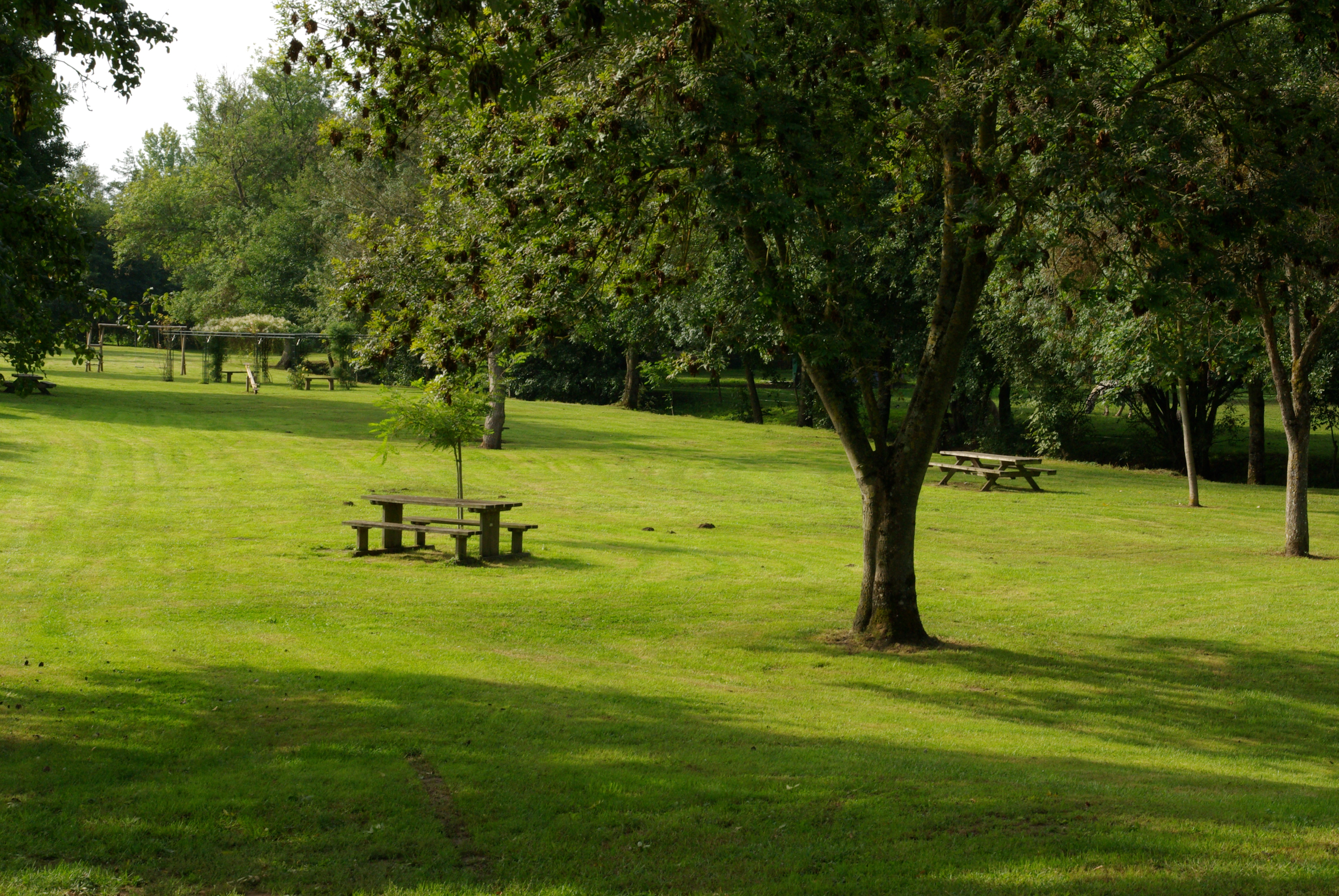
L'aire de pique-nique et de détente.